# Nick DeLeon
Nicholas Lee DeLeon, detto Nick (Phoenix, 17 luglio 1990), è un ex calciatore statunitense con passaporto trinidadiano, di ruolo centrocampista.

## Biografia
È figlio di Leroy DeLeon, calciatore della nazionale di calcio di Trinidad e Tobago, che spese la maggior parte della sua carriera sportiva negli Stati Uniti d'America.

## Carriera
Formatosi in varie selezioni universitarie, nel 2012 viene ingaggiato dal D.C. United. Con la squadra capitolina raggiunge le semifinali di Conference nella Major League Soccer 2012. La stagione seguente vince con la sua squadra vince la Lamar Hunt U.S. Open Cup 2013. Grazie alla vittoria della coppa, partecipa alla CONCACAF Champions League 2014-2015, raggiungendo i quarti di finale del torneo, risultato identico raggiunto l'edizione seguente.

## Palmarès
- Lamar Hunt U.S. Open Cup: 1

DC United: 2013